# Frederik Ørsøe Christensen
Frederik Ørsøe Christensen (Ikast, 7 giugno 2002) è un calciatore danese, difensore del Brommapojkarna.

## Carriera

### Club
Cresciuto nel settore giovanile del Midtjylland, nel 2021 è stato acquistato dal Viborg con cui ha debuttato tra i professionisti il 2 settembre 2021 nell'incontro di Coppa di Danimarca perso ai rigori contro il Fredericia; nel corso della stagione ha poi giocato solamente un'altra partita ufficiale, coincisa peraltro con il suo esordio assoluto nella prima divisione danese.
Rimasto svincolato al termine della stagione, il 6 luglio 2022 ha firmato un contratto con il Fredericia, con cui ha trascorso due stagioni nella seconda divisione del calcio danese segnando 2 reti in 54 incontri fra campionato e coppa nazionale.
Il 3 gennaio 2024 è stato ceduto al Brommapojkarna, club della prima divisione svedese.

### Nazionale
Ha giocato con le nazionali giovanili danesi Under-16, Under-17, Under-18 ed Under-19.

## Statistiche

### Presenze e reti nei club
Statistiche aggiornate al 23 aprile 2025.
| Stagione              | Squadra               | Campionato            | Campionato | Campionato | Coppe nazionali | Coppe nazionali | Coppe nazionali | Coppe continentali | Coppe continentali | Coppe continentali | Altre coppe | Altre coppe | Altre coppe | Totale | Totale |
| Stagione              | Squadra               | Comp                  | Pres       | Reti       | Comp            | Pres            | Reti            | Comp               | Pres               | Reti               | Comp        | Pres        | Reti        | Pres   | Reti   |
| --------------------- | --------------------- | --------------------- | ---------- | ---------- | --------------- | --------------- | --------------- | ------------------ | ------------------ | ------------------ | ----------- | ----------- | ----------- | ------ | ------ |
| 2021-2022             | Viborg                | SL                    | 1          | 0          | CD              | 1               | 0               | -                  | -                  | -                  | -           | -           | -           | 2      | 0      |
| 2022-2023             | Fredericia            | 1D                    | 28         | 1          | CD              | 2               | 0               | -                  | -                  | -                  | -           | -           | -           | 30     | 1      |
| 2023-gen.2024         | Fredericia            | 1D                    | 18         | 0          | CD              | 6               | 1               | -                  | -                  | -                  | -           | -           | -           | 24     | 1      |
| Totale Fredericia     | Totale Fredericia     | Totale Fredericia     | 46         | 1          |                 | 8               | 1               |                    | -                  | -                  |             | -           | -           | 54     | 2      |
| 2024                  | Brommapojkarna        | A                     | 25         | 2          | CS+CS           | 4+1             | 0               | -                  | -                  | -                  | -           | -           | -           | 30     | 2      |
| 2025                  | Brommapojkarna        | A                     | 4          | 0          | CS+CS           | 0               | 0               | -                  | -                  | -                  | -           | -           | -           | 4      | 0      |
| Totale Brommapojkarna | Totale Brommapojkarna | Totale Brommapojkarna | 29         | 2          |                 | 5               | 0               |                    | -                  | -                  |             | -           | -           | 34     | 2      |
| Totale carriera       | Totale carriera       | Totale carriera       | 76         | 3          |                 | 14              | 1               |                    | -                  | -                  |             | -           | -           | 90     | 4      |